# Pararaphidoglossa colorata
Pararaphidoglossa colorata är en stekelart som först beskrevs av Fox 1899.  Pararaphidoglossa colorata ingår i släktet Pararaphidoglossa och familjen Eumenidae. Inga underarter finns listade i Catalogue of Life.